# Sigismondo Scarsella

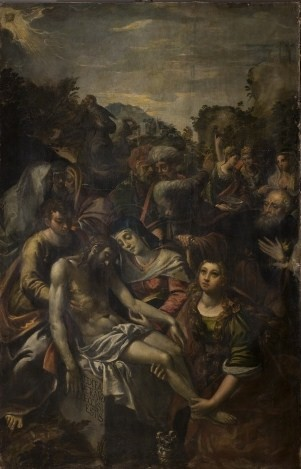
Deposizione

Sigismondo Scarsella, detto Mondino Scarsella (Ferrara, 1530 (?) – 1614), è stato un pittore e architetto italiano del Rinascimento, membro della Scuola di Ferrara e attivo durante il manierismo, padre del più noto Ippolito Scarsella.